# Rouessé-Fontaine
Rouessé-Fontaine és un municipi francès situat al departament del Sarthe i a la regió de País del Loira. L'any 2007 tenia 223 habitants.

## Demografia

### Població
El 2007 la població de fet de Rouessé-Fontaine era de 223 persones. Hi havia 97 famílies de les quals 28 eren unipersonals (12 homes vivint sols i 16 dones vivint soles), 37 parelles sense fills i 32 parelles amb fills.
La població ha evolucionat segons el següent gràfic:
Habitants censats

### Habitatges
El 2007 hi havia 124 habitatges, 97 eren l'habitatge principal de la família, 17 eren segones residències i 10 estaven desocupats. 123 eren cases i 1 era un apartament. Dels 97 habitatges principals, 80 estaven ocupats pels seus propietaris, 15 estaven llogats i ocupats pels llogaters i 2 estaven cedits a títol gratuït; 3 tenien una cambra, 7 en tenien dues, 22 en tenien tres, 24 en tenien quatre i 41 en tenien cinc o més. 63 habitatges disposaven pel capbaix d'una plaça de pàrquing. A 36 habitatges hi havia un automòbil i a 42 n'hi havia dos o més.

### Piràmide de població
La piràmide de població per edats i sexe el 2009 era:
| Homes | Edats   | Dones |
| ----- | ------- | ----- |
| 0     | 95 o +  | 0     |
| 0     | 90 a 94 | 0     |
| 0     | 85 a 89 | 4     |
| 0     | 80 a 84 | 0     |
| 8     | 75 a 79 | 16    |
| 0     | 70 a 74 | 8     |
| 4     | 65 a 69 | 4     |
| 12    | 60 a 64 | 8     |
| 8     | 55 a 59 | 12    |
| 0     | 50 a 54 | 8     |
| 12    | 45 a 49 | 4     |
| 8     | 40 a 44 | 12    |
| 0     | 35 a 39 | 0     |
| 4     | 30 a 34 | 8     |
| 12    | 25 a 29 | 8     |
| 4     | 20 a 24 | 4     |
| 0     | 15 a 19 | 12    |
| 4     | 10 a 14 | 0     |
| 0     | 5 a 9   | 4     |
| 8     | 0 a 4   | 8     |

## Economia
El 2007 la població en edat de treballar era de 133 persones, 111 eren actives i 22 eren inactives. De les 111 persones actives 100 estaven ocupades (54 homes i 46 dones) i 11 estaven aturades (7 homes i 4 dones). De les 22 persones inactives 6 estaven jubilades, 5 estaven estudiant i 11 estaven classificades com a «altres inactius».

### Ingressos
El 2009 a Rouessé-Fontaine hi havia 104 unitats fiscals que integraven 242,5 persones, la mediana anual d'ingressos fiscals per persona era de 18.130 €.

### Activitats econòmiques
Dels 10 establiments que hi havia el 2007, 1 era d'una empresa de construcció, 4 d'empreses de comerç i reparació d'automòbils, 1 d'una empresa d'hostatgeria i restauració, 2 d'empreses de serveis i 2 d'entitats de l'administració pública.
Dels 3 establiments de servei als particulars que hi havia el 2009, 1 era un taller de reparació d'automòbils i de material agrícola, 1 perruqueria i 1 restaurant.
L'any 2000 a Rouessé-Fontaine hi havia 10 explotacions agrícoles.

## Equipaments sanitaris i escolars
El 2009 hi havia una escola elemental integrada dins d'un grup escolar amb les comunes properes formant una escola dispersa.

## Poblacions més properes
El següent diagrama mostra les poblacions més properes.